# Seti Gandaki
Die Seti Gandaki (नेपाली:सेती गण्डकी नदी) („Weißer Gandaki“, Kurzform: Seti, nicht zu verwechseln mit der Seti, Nebenfluss der Karnali) ist ein rechter Nebenfluss der Trishuli in Zentral-Nepal.
Sie entspringt im Annapurna Himal zwischen den 7000er-Gipfeln Annapurna II und Annapurna III. Sie fließt anfangs etwa 40 km durch eine tiefe Schlucht in südlicher Richtung und erreicht eine Hochebene. Der Fluss wendet sich nach Südosten und durchfließt die Großstadt Pokhara. Bei Lekhnath wendet sich die Seti Gandaki nach Süden. Später durchschneidet sie die Himalaya-Vorberge in östlicher Richtung. Bei Vyas mündet die Madi Khola von links in den Fluss. Schließlich trifft sie bei Kabilas auf die Trishuli, Quellfluss des Gandak (Narayani). Im Süden und Westen grenzt das 2943 km² große Einzugsgebiet der Seti Gandaki an jenes der Kali Gandaki, welche sich 15 km weiter südlich mit der Trishuli vereinigt. Die Seti Gandaki hat eine Länge von zirka 150 km.
Die unteren 70 km der Seti Gandaki werden als Rafting-Route genutzt.

## Felssturz 2012
Bei einem Felssturz am 5. Mai 2012 fielen große Mengen Gestein (geschätzt 32 Millionen m³) vom Annapurna IV aus ca. 7000 m Höhe in 2 Schritten über 4000 m in die Tiefe und lösten eine Flutwelle aus. Diese zerstörte das Dorf Kharapani, es starben 72 Menschen. Der Pilot eines Besichtigungs-Rundfluges filmte den Felssturz.